# Base artica Zebra
Base artica Zebra (Ice Station Zebra) è un film del 1968 diretto da John Sturges. È una storia ispirata all'omonimo romanzo di Alistair MacLean ed ambientata durante la guerra fredda.

## Trama
Un sommergibile nucleare statunitense riceve istruzioni di prestare soccorso alla base di una stazione meteorologica britannica, situata nelle vicinanze del Polo Nord. Si scoprirà poi che la reale richiesta era un'altra e che anche l'Unione Sovietica è interessata a quanto è successo nella base artica.

## Riconoscimenti
Il film fu candidato per l'Oscar alla migliore fotografia e per i migliori effetti speciali nell'edizione del 1969.